# Cybister fimbriolatus
Cybister fimbriolatus är en skalbaggsart som först beskrevs av Thomas Say 1825.  Cybister fimbriolatus ingår i släktet Cybister och familjen dykare.

## Underarter
Arten delas in i följande underarter:
- C. f. fimbriolatus
- C. f. crotchi